# کارولینا آربلانیز
کارولینا آربلانیز (انگلیسی: Carolina Arbeláez؛ زادهٔ ۸ مارس ۱۹۹۵) بازیکن فوتبال اهل کلمبیا است.
وی همچنین در تیم‌های ملی فوتبال تیم ملی فوتبال زیر ۱۷ سال زنان کلمبیا، تیم ملی فوتبال زیر ۲۰ سال زنان کلمبیا و تیم ملی فوتبال زنان کلمبیا بازی کرده است.